# 対馬国分寺
対馬国分寺（つしまこくぶんじ）は、長崎県対馬市厳原町（いづはらまち）天道茂（てんどうしげ）にある曹洞宗の寺院。山号は天徳山。本尊は釈迦如来。
奈良時代に聖武天皇の詔により日本各地に建立された国分寺のうち、対馬島島分僧寺（国分僧寺）の後継寺院にあたる。

## 概要
対馬島南部の厳原に位置する、聖武天皇の詔で創建された国分寺の法燈を継いで再興された寺院である。かつての国分寺は他国に遅れての成立で（斉衡2年（855年）以前）、対馬島の場合には多くの史料で「島分寺（とうぶんじ、嶋分寺）」と見える。古代の変遷は詳らかでないが、文明年間（1469-1487年）に「国分寺」として再興されてからは宗氏の崇敬を受け、寛文5年（1665年）には金石城拡張に伴い日吉に移転、天和3年（1683年）には天道茂の現在地に移転された。特に江戸時代には朝鮮通信使の客館として機能したことが知られ、現在残る山門はそのために建立されたものになる。
古代島分寺・中世国分寺の所在地は明らかでないが、後者については金石城そばの清水ヶ丘グラウンド付近に推測する説がある。島分尼寺の存在も詳らかでなく、一説には島分寺の西方200メートルに推測される。

## 歴史

### 創建

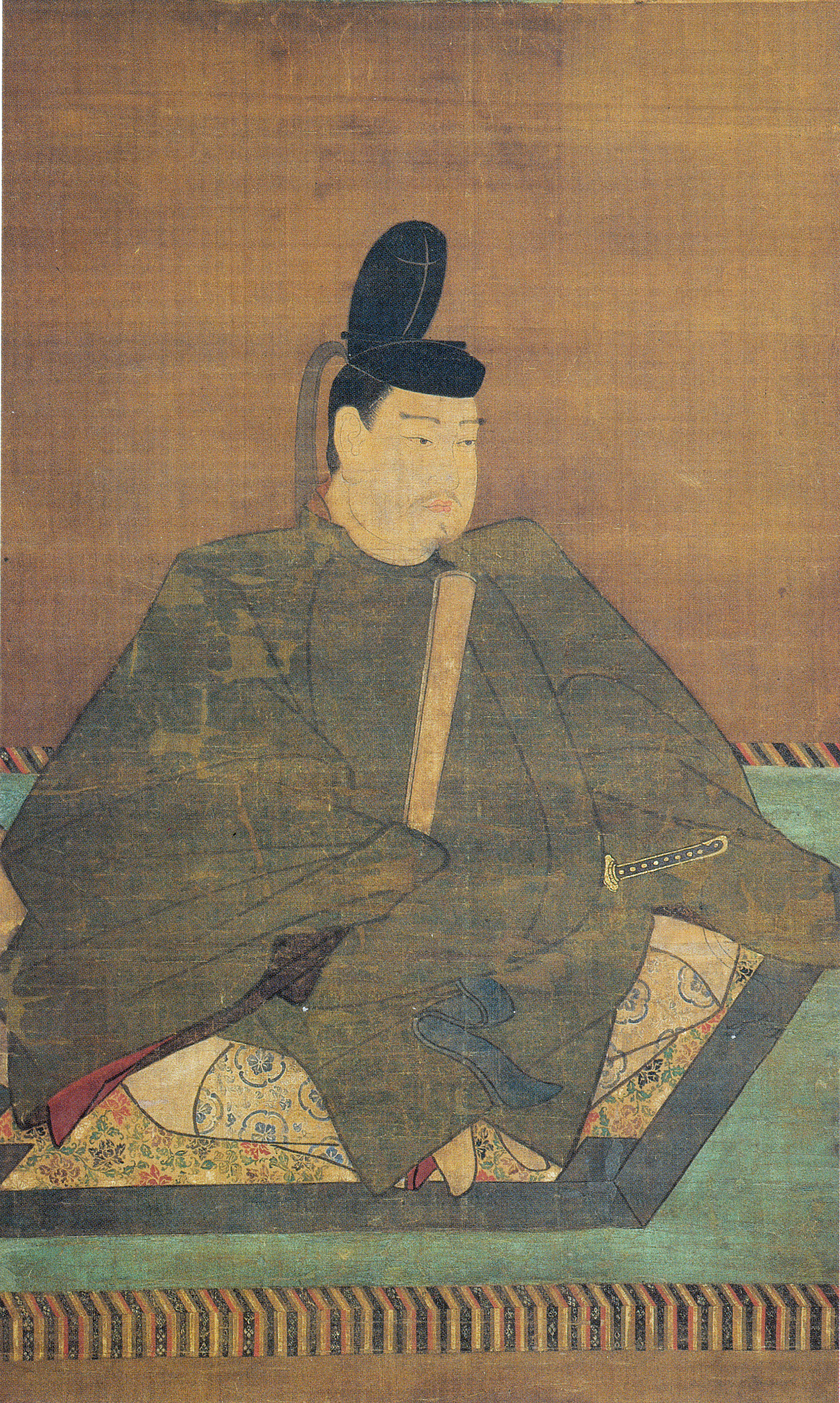
聖武天皇肖像

創建は不詳。国分寺建立の詔は天平13年（741年）に出されたが、天平17年（745年）に国分僧尼両寺の費用について正税を出挙とした利息から充てると定めた際に対馬は外されている（壱岐島分寺の場合は肥前国から割当）。また天平勝宝7歳（755年）に対馬など西海道5国の講師（国分寺の僧官名）が停止され、天平勝宝8歳（756年）に26カ国の国分寺に灌頂幡一具等が頒下された際にもその5国は対象外とされており、当時は寺基が不確立であったとされる（寺院自体未成立か）。成立が確実になるのは後述の斉衡2年（855年）まで下る。
なお、『対州編年略』・『津島紀事』では対馬島分寺の創建を天平9年（737年）とし、『対馬島誌』では天平13年（741年）としている。

### 古代
前述のように確実な史料として見えるのは斉衡2年（855年）で、停止されていた講師を復活すると見え、この年までの寺院の成立が認められる。しかし天安元年（857年）に上県郡・下県郡の郡司が対馬守の立野正岑を襲撃する変が起きた際には、島分寺も焼失したとされる。
その後は貞観7年（865年）に対馬島分寺の料用として三綱供の三宝布施大豆100石の利息を充てると見えるほか、貞観17年（875年）に対馬島分寺料の幡16旒を作らせたと見え、法燈の継続が確認される。また寛平6年（894年）には新羅から賊船45艘の来寇があったが、その際には島分寺上座僧の面均が押領使として活躍している。

### 中世
南北朝時代には宗宗慶が「こくふんし」について指示を出した書状があり、国分寺が存在したことが認められる。

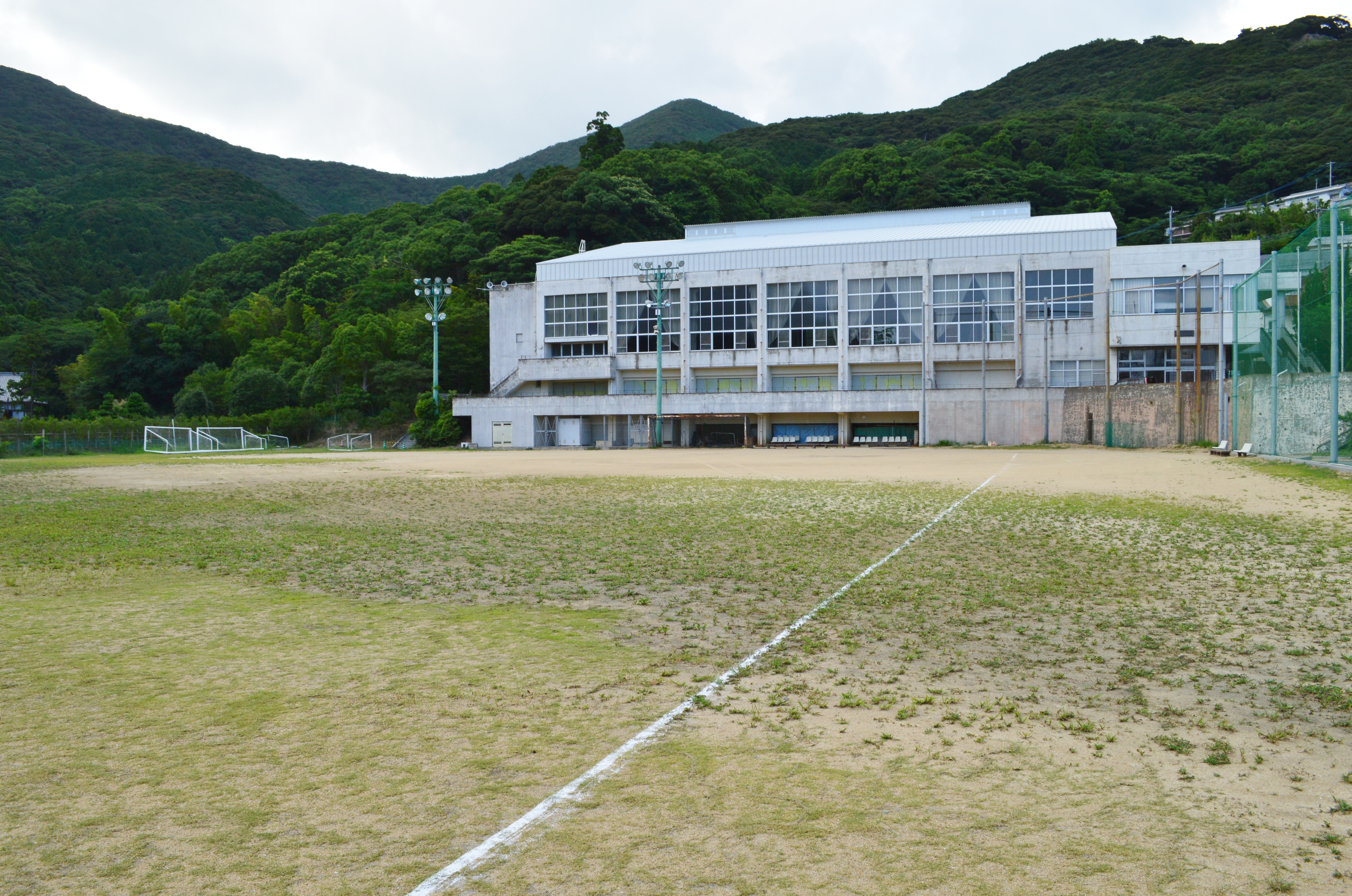
中世国分寺推定地のグラウンド

文明年間（1469-1487年）には、宗貞国（通称国分寺殿）の弟の熊松（甫庵崇睦）によって島分寺跡西側の山際に「国分寺」として再建された。「国分寺」の号は、15世紀後半頃から対馬が「対馬島」から「対馬国」と称されることに伴うものとされる。この再建時の所在地に関して、伽藍配置に適当な空間として清水ヶ丘グラウンド付近（北緯34度12分16.46秒 東経129度17分9.63秒 / 北緯34.2045722度 東経129.2860083度）を想定する説があり、発掘調査では再建時のものと推測される布目瓦包含層も認められている。
『朝鮮王朝実録』によれば、成宗7年（1476年）に「国分寺住持」の崇睦が弟子の崇堪を対馬島宣慰使に遣わしている。また崇睦は成宗7-11年（1476-1480年）に朝鮮に遣使したとも見えるほか、「国分禅寺住持」の崇統も成宗16-20年（1485-1489年）に遣使したと見える。
享禄元年（1528年）には島分寺跡の南側で宗氏の館として金石城の築城が開始された。この前後の古文書では、文明14年（1482年）・文明16年（1484年）・延徳元年（1489年）・天正元年（1573年）・天正13年（1585年）などで国分寺関連の記載が認められる。

### 近世
寛文5年（1665年）には、金石城の拡張に際して日吉に移転された（現在の以酊庵跡）。天和2年（1682年）には朝鮮通信使の客館にも用いられている。しかし日吉の地が手狭であったため、天和3年（1683年）に以酊庵と寺地を振替えて天道茂に移転された（現在の天徳山国分寺境内）。その後も正徳元年（1711年）・享保4年（1719年）・寛延元年（1748年）・明和元年（1764年）・文化8年（1811年）の朝鮮通信使の来島時は国分寺が客館とされている

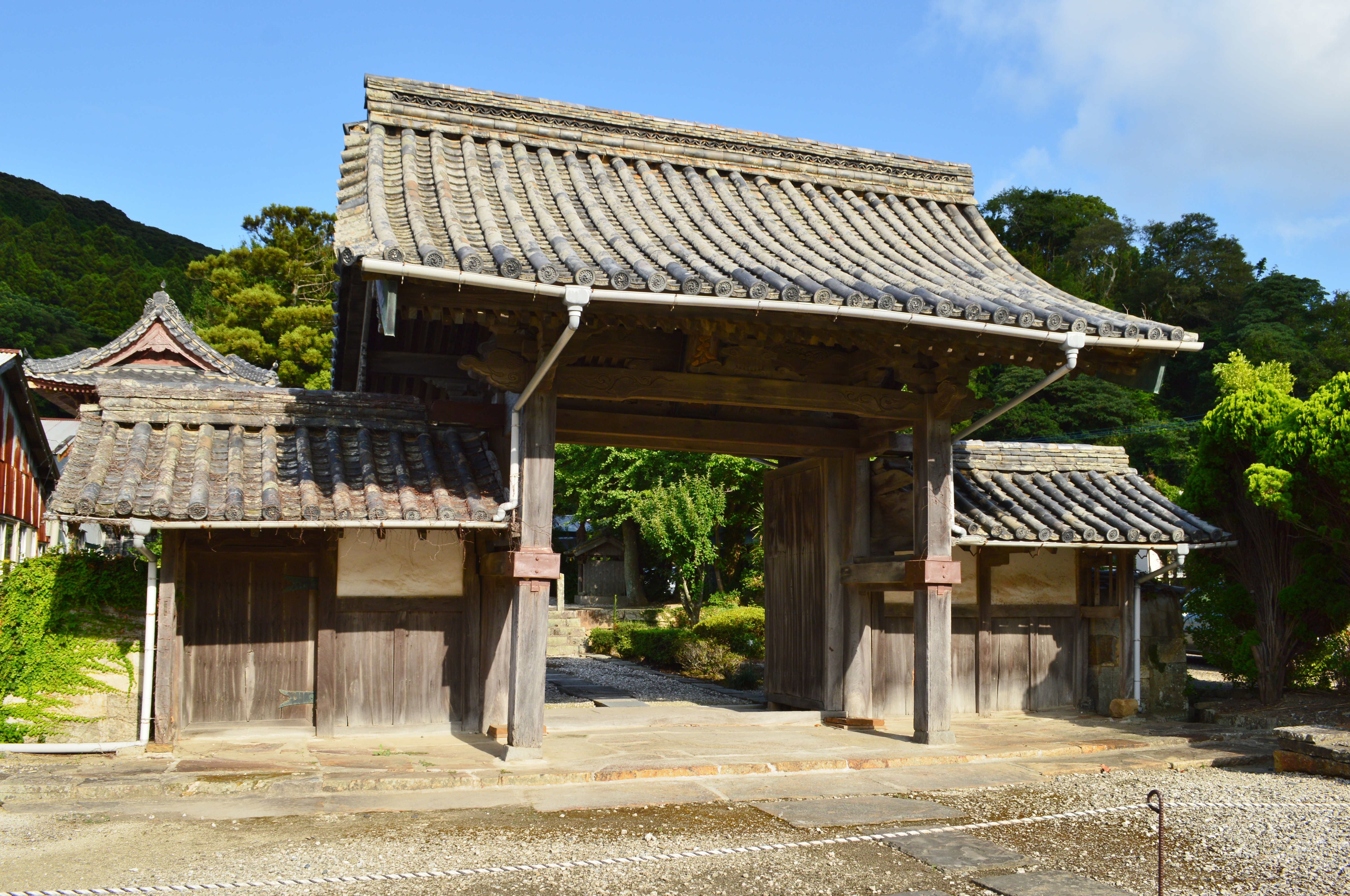
山門（対馬市指定文化財）

享保17年（1732年）には府中大火に遭い、堂宇が再建された。また寛保2年（1742年）には山号を「福利山」から「天徳山」に改号している。文化4年（1807年）には幕府からの下賜金で本殿（客館）改築と八脚門新築がなされた（現在の山門）。文化8年（1811年）の『接鮮旅館図』には当時の境内が描かれている。
近世期には本寺を大寧寺（山口県長門市）とし、末寺には島内131寺があったという。『伊能忠敬測量日記』では国分寺領200石と見える。

### 近代以降
明治に入り、境内が広大につき一部解体、明治5年（1872年）には末寺の暢願寺・三光寺・善慶庵・立亀庵・多福庵・泊船庵・唯心軒・掬水軒を合併した。
大正13年（1924年）には、文化4年建立の本堂が焼失している。

## 文化財

### 対馬市指定文化財
- 有形文化財
  - 国分寺の山門（建造物） - 江戸時代、文化4年（1807年）の建立。1992年（平成4年）10月1日指定[6]。
  - 国分寺の木造薬師仏（彫刻）[7]

## 現地情報
所在地
- 島分寺跡（国分寺跡）推定地：長崎県対馬市厳原町今屋敷
- 現国分寺：長崎県対馬市厳原町天道茂

交通アクセス（現国分寺まで）
- 厳原港から徒歩約15分